# 4 часа Портимана
4 часа Портимана — автомобильная гонка на выносливость, проводившаяся на одноимённом автодроме в Португалии в 2009—2010 годах. Соревнование традиционно являлось первым стартом LMS после 24 часов Ле-Мана.

## История
C достройкой во второй половине 2008 года трассы Алгарве её владельцы стали приглашать к себе этапы регулярных сезонов всевозможных авто-/мотоспортивных серий. Среди них была и серия Ле-Ман. Этап решено было проводить в тёмное время суток.
Первая гонка прошла в ночь с субботы на воскресенье, а второй этап был сдвинут на более раннее время и полностью уложился в один день.
Первые две гонки в абсолютном зачёте выиграли французские команды с экипажами из французских пилотов и ехавшие на резине, производства французских шинных производителей из Michelin.

## Победители
| Год       | Экипаж                                              | Команда              | Шасси                | Дистанция/ Длительность | Отчёт |
| --------- | --------------------------------------------------- | -------------------- | -------------------- | ----------------------- | ----- |
| 2009      | Жан-Кристоф Буйон Кристоф Тинсо                     | Pescarolo Sport      | Pescarolo 01         | 1000 км / 6 часов       | Отчёт |
| 2010      | Оливье Панис Николя Лапьер Стефан Сарразан          | Team Oreca Matmut    | Peugeot 908 HDi FAP  | 1000 км / 6 часов       | Отчёт |
| 2011—2016 | Гонка не проводилась                                | Гонка не проводилась | Гонка не проводилась | Гонка не проводилась    |       |
| 2017      | Джеймс Аллен Ричард Бредли Густаво Якаман           | Graff                | Oreca 07             | 4 часа                  | Отчёт |
| 2018      | Филипе Албукерке Филип Хэнсон                       | United Autosports    | Ligier JS P217       | 4 часа                  | Отчёт |
| 2019      | Поль-Лу Шатен Поль Лафарг Мемо Рохас                | IDEC Sport           | Oreca 07             | 4 часа                  | Отчёт |
| 2020      | Роман Русинов Миккель Йенсен Ник де Врис            | G-Drive Racing       | Aurus 01             | 4 часа                  | Отчёт |
| 2021      | Джонатан Абердейн Том Гэмбл Филип Хэнсон            | United Autosports    | Oreca 07             | 4 часа                  | Отчёт |
| 2022      | Луи Делетраз Фердинанд Габсбург Хуан Мануэль Корреа | Prema Racing         | Oreca 07             | 4 часа                  | Отчёт |
| 2023      | Марино Сато Филип Хэнсон Оливер Джарвис             | United Autosports    | Oreca 07             | 4 часа                  | Отчёт |
| 2023      | Марино Сато Филип Хэнсон Оливер Джарвис             | United Autosports    | Oreca 07             | 4 часа                  | Отчёт |
| 2024      | Лоренсо Флукса Мальте Якобсен Ритомо Мията          | COOL Racing          | Oreca 07             | 4 часа                  | Отчёт |